# Mercuès
Mercuès (okzitanisch gleichlautend) ist eine französische Gemeinde im Département Lot in der Region Okzitanien. Die 1.125 Einwohner (Stand: 1. Januar 2022) zählende Gemeinde gehört zum Arrondissement Cahors und zum Kanton Cahors-1.

## Geografie
Mercuès liegt am südwestlichen Rand des Zentralmassivs an mehreren Schleifen des Flusses Lot, die die südliche Gemeindegrenze bilden. Die Flussschleifen werden durch den westlichen Rand der Cevennen erzwungen. Umgeben wird Mercuès von den Nachbargemeinden Espère im Norden und Nordwesten, Calamane im Norden und Nordosten, Cahors im Osten und Südosten, Pradines im Süden, Douelle im Südwesten sowie Caillac im Westen.

## Bevölkerungsentwicklung
| 1962                       | 1968 | 1975 | 1982 | 1990 | 1999 | 2006 | 2018 |
| -------------------------- | ---- | ---- | ---- | ---- | ---- | ---- | ---- |
| 370                        | 435  | 551  | 619  | 768  | 736  | 1056 | 1127 |
| Quellen: Cassini und INSEE |      |      |      |      |      |      |      |

## Sehenswürdigkeiten
- Kirche Saint-Germain aus dem 15. Jahrhundert
- Schloss Les Bouysses, Gebäude aus dem 19. Jahrhundert, Gewölbe aus dem 13. Jahrhundert, Monument historique seit 1989
- Schloss Mercuès, ursprünglich aus dem 13. Jahrhundert, Umbauten aus dem 17. Jahrhundert, Monument historique seit 1947

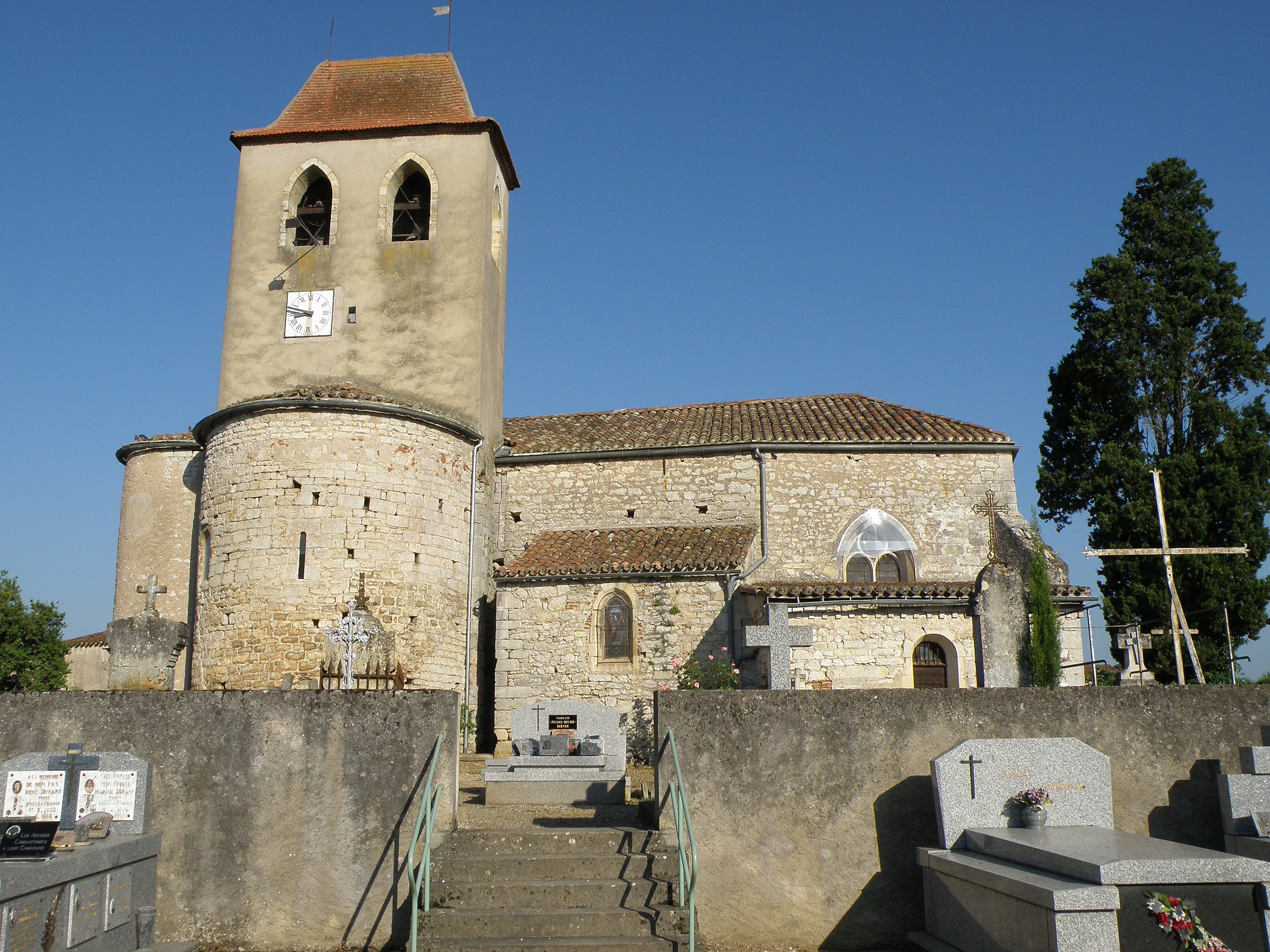
Kirche Saint-Germain
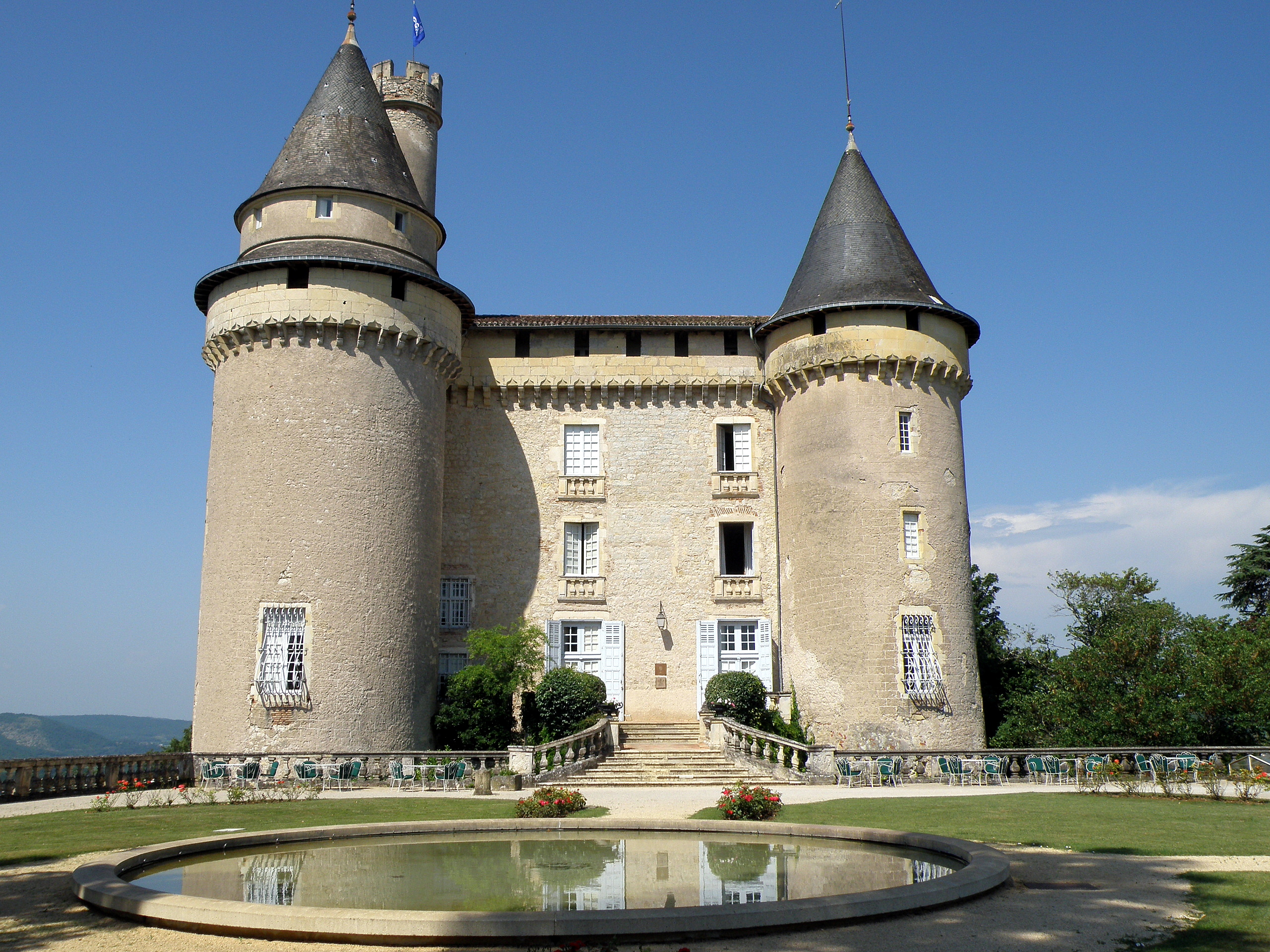
Schloss Mercuès

## Persönlichkeiten
- Jean Antoine Michel Agar (1771–1844), Staatsmann
- Alain de Solminihac (1593–1659), Bischof von Cahors (1636–1659)